# Василь Волинянин
Василь Волиняни — був, очевидно, ченцем або попом, як гадають, з Червенської землі (нині — місцевість навколо м. Перемишля); ймовірна також інша думка, що він був монахом Видубецького монастиря у Києві.
Автор повісті про осліплення Василька Теребовльського, яка внесена в Повість временних літ під 1097 р.